# Zimbabwe ai Giochi della XXX Olimpiade
Lo Zimbabwe ha partecipato ai Giochi della XXX Olimpiade di Londra, che si sono svolti dal 27 luglio al 12 agosto 2012, con una delegazione di 7 atleti.

## Atletica leggera
Gli atleti dello Zimbabwe hanno finora raggiunto la qualificazione ai seguenti eventi di atletica leggera.
Maratona, gare maschili
| Atleta            | Gara     | Batterie | Batterie | Quarti | Quarti | Semifinali | Semifinali | Finale  | Finale |
| Atleta            | Gara     | Tempo    | Pos.     | Tempo  | Pos.   | Tempo      | Pos.       | Tempo   | Pos.   |
| ----------------- | -------- | -------- | -------- | ------ | ------ | ---------- | ---------- | ------- | ------ |
| Cuthbert Nyasango | Maratona | N.D.     | N.D.     | N.D.   | N.D.   | N.D.       | N.D.       | 2'12"08 | 7°     |
| Wirimai Zhuwawo   | Maratona | N.D.     | N.D.     | N.D.   | N.D.   | N.D.       | N.D.       | 2'14"09 | 14°    |

Maratona, gare femminili
| Atleta          | Gara     | Batterie | Batterie | Quarti | Quarti | Semifinali | Semifinali | Finale | Finale |
| Atleta          | Gara     | Tempo    | Pos.     | Tempo  | Pos.   | Tempo      | Pos.       | Tempo  | Pos.   |
| --------------- | -------- | -------- | -------- | ------ | ------ | ---------- | ---------- | ------ | ------ |
| Sharon Tavengwa | Maratona | N.D.     | N.D.     | N.D.   | N.D.   | N.D.       | N.D.       | DNF    |        |

## Canottaggio
Maschile
| Atleta                | Gara             | Batteria | Batteria | Ripescaggio | Ripescaggio | Quarti | Quarti      | Semifinali | Semifinali | Finale | Finale |
| Atleta                | Gara             | Tempo    | Pos.     | Tempo       | Pos.        | Tempo  | Pos.        | Tempo      | Pos.       | Tempo  | Pos.   |
| --------------------- | ---------------- | -------- | -------- | ----------- | ----------- | ------ | ----------- | ---------- | ---------- | ------ | ------ |
| James Fraser-McKenzie | Singolo maschile | 7'16"83  | 5°       | 7'19"85     | 4°          | non    | qualificato |            |            |        |        |

Femminile
| Atleta              | Gara              | Batteria | Batteria | Ripescaggio | Ripescaggio | Quarti  | Quarti | Semifinali      | Semifinale C/D | Semifinale C/D | Finale C |      |
| Atleta              | Gara              | Tempo    | Pos.     | Tempo       | Pos.        | Tempo   | Pos.   | Tempo           | Tempo          | Pos.           | Tempo    | Pos. |
| ------------------- | ----------------- | -------- | -------- | ----------- | ----------- | ------- | ------ | --------------- | -------------- | -------------- | -------- | ---- |
| Micheen Thornycroft | Singolo femminile | 7'47"10  | 3° Q     | N.D.        | N.D.        | 7'56"66 | 4°     | non qualificata | 7'51"02        | 1° Q           | 8'07"52  | 2°   |

Posizione finale: 14°

## Nuoto
I nuotatori dello Zimbabwe hanno finora raggiunto la qualificazione ai seguenti eventi della disciplina.
Femminile
| Atleta          | Gara        | Batteria | Batteria | Semifinali | Semifinali | Finale  | Finale |
| Atleta          | Gara        | Tempo    | Pos.     | Tempo      | Pos.       | Tempo   | Pos.   |
| --------------- | ----------- | -------- | -------- | ---------- | ---------- | ------- | ------ |
| Kirsty Coventry | 100 m rana  |          |          |            |            |         |        |
| Kirsty Coventry | 200 m rana  |          |          |            |            |         |        |
| Kirsty Coventry | 200 m misti | 2'10"51  | 2° Q     | 2'10"93    | 3° Q       | 2'11"13 | 6°     |

## Triathlon
| Atleta        | Gara            | Nuoto (1.5 km) | Ciclismo (40 km) | Corsa (10 km) | Totale  | Classifica |
| ------------- | --------------- | -------------- | ---------------- | ------------- | ------- | ---------- |
| Chris Felgate | Torneo maschile | 18:09          | 59:36            | 34:51         | 1:53:53 | 52°        |